# Hospital Universitario Doctor Josep Trueta

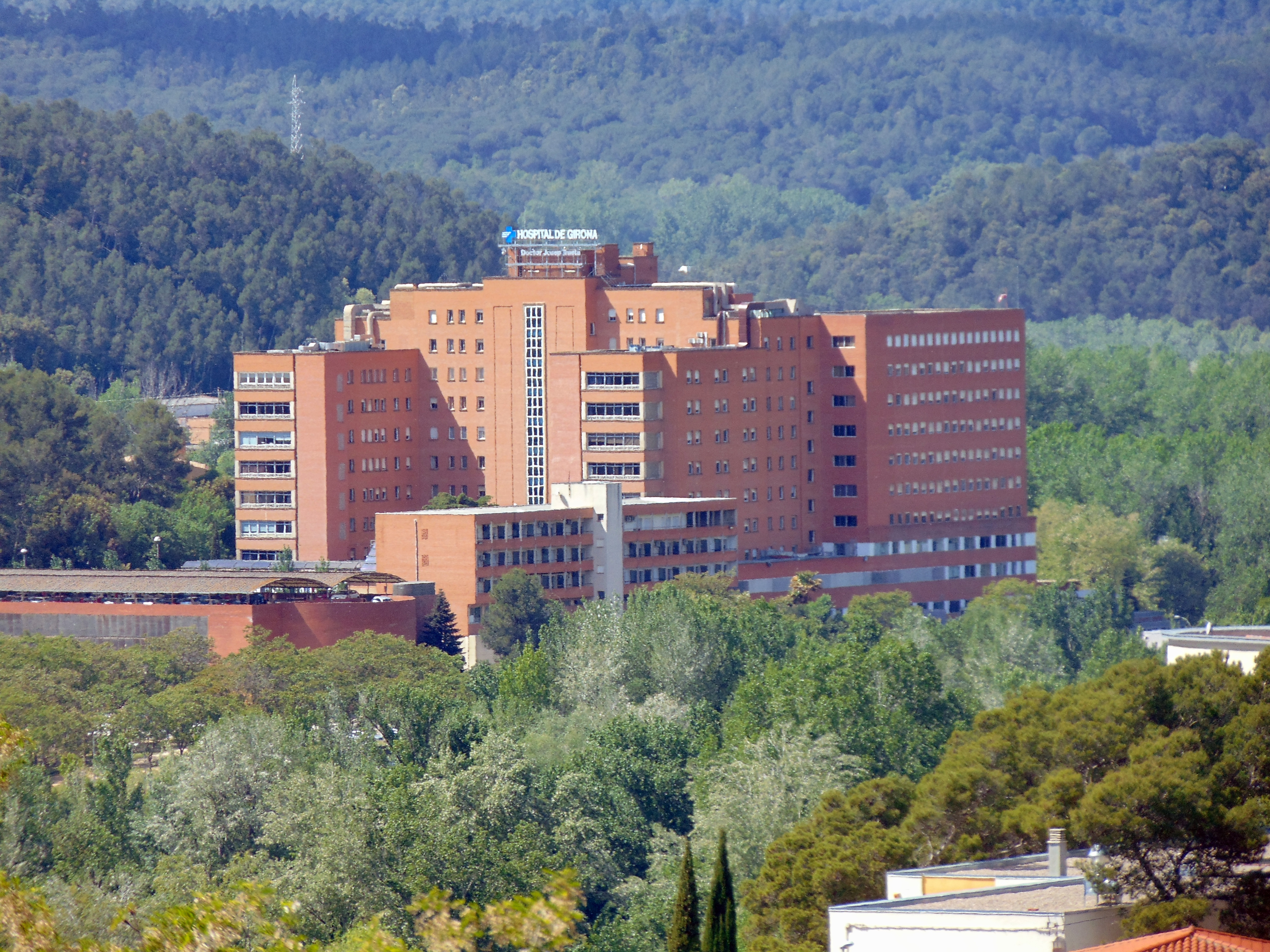

El Hospital Universitario Doctor Josep Trueta de Gerona es un centro sanitario de carácter público gestionado por el Instituto Catalán de la Salud. Forma parte de la red Hospitalaria de Uso Público (XHUP) y está ubicado en la zona norte de Gerona, en la avenida de Francia. El Hospital Josep Trueta ofrece asistencia especializada a una población potencial aproximada de 800 000 personas. Además, es el hospital de referencia para siete Áreas Básicas de Salud (Bañolas, Celrá, Gerona 1, Gerona 2, Gerona 3, Gerona 4 y Sarriá de Ter), con una población de más de 156.000 habitantes. El Hospital Josep Trueta vertebra su actividad en tres líneas: la asistencia, la investigación y la docencia. Ofrece todas las especialidades médicas y quirúrgicas de un hospital de segundo nivel (C.1.2); investigación porque forma parte del Instituto de Investigación Biomédica de Gerona; y docencia porque ya desde 1961 acoge la Escuela Universitaria de Enfermería.

## Historia
Inaugurado el 13 de abril de 1956 como Residencia Sanitaria del Seguro Obligatorio de Enfermedad en Gerona, posteriormente adquirió el nombre de Residencia Sanitaria Álvarez de Castro, destacado militar. En 1989, formando parte del Servicio Territorial de Sanidad de la Generalidad de Cataluña, adoptó el nombre Doctor Josep Trueta, médico traumatólogo destacado por sus intervenciones quirúrgicas y ortopédicas.
El edificio siguió un modelo nuevo, inspirado en los hospitales estadounidenses. Fue la primera obra en Gerona construida con hormigón armado y con exterior de obra en ladrillo visto. El edificio tenía 10 plantas, 291 camas y al principio solo se dedicaba a intervenciones quirúrgicas. La dirección de la obra la asumió el equipo de arquitectos del Instituto Nacional de Previsión dirigido por Aurelio Botella Enríquez.
Desde 2014, las autoridades sanitarias estudian su traslado a una nueva ubicación. El Parlamento de Cataluña aprobó en ese año una moción en tal sentido.

## Especialidades
El Hospital Trueta es un centro sanitario clasificado de Nivel 2, según Real Decreto 1277/2003, de 10 de octubre sobre las bases generales para autorizar centros, servicios y establecimientos sanitarios. Este Centro Sanitario tiene una capacidad para 402 camas con todas las especialidades propias del segundo nivel (C.1.2) y algunas típicas del tercer nivel (C.1.3) como son neurocirugía, cuidados intensivos, pediatría y oncología médica.
Las 402 camas se dividen entre las convencionales, las 16 para semicríticos y las 33 restantes para críticos. Además posee 11 quirófanos y 103 gabinetes y consultas externas, con una plantilla de unos 1.500 profesionales. Cada año tiene más de 20.000 ingresos con una estancia mediana de 6,6 días; se producen hasta 250.000 visitas a consultas externas y más de 13.000 tratamientos en el Hospital de día, sin tener en cuenta los tratamientos oncológicos. Se hacen unas 11.000 operaciones el año, algunas con un alto nivel de complejidad. Se atienen más de 70.000 urgencias al año y el laboratorio hace hacer más de 4,5 millones de estudios analíticos.

## Investigación y docencia
Primero fue la Fundación Doctor Josep Trueta la que promovió, desarrolló y difundió la investigación biomédica para mejorar la prevención, el diagnóstico y el tratamiento de las dolencias. Creada en 1995, fue de gestión privada. Desde 2005 ha cogido el relevo el Instituto de Investigación Biomédica de Gerona, IDiBGi, de carácter público y adscrito al Programa BUSCA. El IDiBGi se estructura en cinco grupos de investigación, colabora con el IDI ( Instituto de diagnóstico por la imagen) y el ICO (Instituto catalán de oncología) e investigan principalmente las siguientes áreas: cardiovascular, metabólica e inflamatoria, neurocientífica, oncohematológica y diagnóstico e investigación sobre la imagen médica.
El hospital acoge docencia pregrado y posgrado, tanto en estudiantes de Enfermería como de Medicina. Trueta tuvo el primer contacto con la docencia en 1961, cuando el centro acogió la Escuela Universitaria de Enfermería. En 1978 se consiguió la acreditación para impartir docencia por el sistema MIR y en 2016 el Hospital Trueta contó con 156 residentes (incluidos FIR y EIR) realizando su especialización en nuestro centro y con un total de 24 servicios acreditados. Para acoger y organizar el programa formativo de estos residentes, Trueta dispone de la Comisión de Docencia, con un total de 37 tutores. El último paso importante fue en 2008, cuando se firmó el concierto entre la Universidad de Gerona y el Instituto Catalán de la Salud para empezar en el curso académico 2008-09 las prácticas de los estudios de grado de Medicina de la mencionada Universidad.